# L'ultima freccia
L'ultima freccia (Pony Soldier) è un film del 1952 diretto da Joseph M. Newman.
È un film western statunitense con Tyrone Power, Cameron Mitchell e Thomas Gomez. È basato sul racconto breve Mounted Patrol di Garnett Weston apparso sul The Saturday Evening Post nell'aprile del 1951. È ambientato nell'anno 1876 e racconta le vicende di un constable della polizia a cavallo del Nord Ovest.
Nel ruolo del ragazzino indiano adottato dall'ufficiale canadese fa il suo debutto sullo schermo Anthony Numkena, primo attore bambino nativo americano a recitare al cinema e alla televisione americana con frequenza e naturalezza, fuori dagli stereotipi più degradanti con cui le parti di piccoli "indiani" erano state fino ad allora rappresentate da attori bambini "in redface" o occasionalmente anche da autentici nativi americani.

## Trama
Nel 1876, un ufficiale della polizia a cavallo canadese, l'agente Duncan MacDonald, accompagnato da uno scout indiano, si reca presso la tribù Cree per firmare un trattato di pace. Inizialmente ostili, i Cree sono influenzati da un miraggio di tipo Fata morgana che interpretano come un segno del potere della regina Vittoria.
Oltre a negoziare con i Cree, l'agente salva due bianchi, che erano stati presi in ostaggio, arresta un assassino e adotta come figlio un ragazzino Cree rimasto orfano.

## Produzione
Il film, diretto da Joseph M. Newman su una sceneggiatura di John C. Higgins e un soggetto di Garnett Weston (autore del racconto breve), fu prodotto da Samuel G. Engel per la Twentieth Century Fox Film Corporation e girato a Sedona, Arizona, da inizio marzo a fine maggio 1952.

## Distribuzione
Il film fu distribuito con il titolo Pony Soldier negli Stati Uniti dal 19 dicembre 1952 al cinema dalla Twentieth Century Fox.
Altre distribuzioni:
- in Giappone il 26 marzo 1953
- in Svezia il 27 aprile 1953 (Röde ryttaren)
- in Finlandia l'8 maggio 1953 (Viimeinen nuoli)
- in Germania Ovest il 17 luglio 1953 (Der rote Reiter)
- in Italia il 14 agosto 1953 (L'ultima freccia)
- in Austria il 4 settembre 1953 (Der rote Reiter)
- in Francia l'11 settembre 1953 (La dernière flèche)
- in Danimarca il 5 ottobre 1953 (Den røde rytter)
- in Turchia nel 1954 (Intikam seferi)
- in Spagna il 9 febbraio 1954 (La última flecha)
- in Portogallo il 17 giugno 1954 (O Cavaleiro da Rainha)
- in Belgio (La dernière flèche e De laatste pijl)
- in Cile (El soldado de la reina)
- nel Regno Unito (MacDonald of the Canadian Mounties)
- in Brasile (O Soldado da Rainha)
- in Grecia (To teleftaio velos)

## Promozione
Le tagline sono:
- Before the covered wagons...Before the charging cavalry...Rode the NORTHWEST MOUNTIE
- ...the flaming days of the Great Cree Rebellion...when the famed "Pony Soldiers" rode and loved where no white man ever dared before!
- A LONE MAN AGAINST WARRING INDIAN TRIBES!
- Father of the Four Winds...Chief of the Crees...Give us a sign...Let Thunder-Gun speak louder than the War Lance of Konah..if the Pony Soldier is to live!
- The Pony Soldier rides where no white man ever rode before...in the last flaming days of the great Cree Rebellion!